# El limpiador
El limpiador es una película peruana, opera prima del director Adrián Saba, y estrenada en el 2012 en el 60 Festival Internacional de Cine de San Sebastián. Fue seleccionada como la candidata peruana para competir como Mejor película extranjera en la edición 86 de los Premios Óscar, pero finalmente no fue nominada.

## Argumento
La ciudad de Lima padece la invasión de un virus que en apenas unas horas termina con la vida de hombres y mujeres. Al parecer una enfermedad extraña e indescifrable para la medicina, pero altamente contagiosa. Eusebio (Víctor Prada), como declara el título del film, es el limpiador, quien tras la muerte de alguna persona pasa por allí para desinfectar y limpiar los rastros del virus y de sangre. En una de esas limpiezas encuentra a Joaquín (Adrián Du Bois), un niño de ocho años cuya madre fallece a causa del virus. Sin orfanato disponible para poder dejar al niño, Eusebio no encuentra otra alternativa más que alojarlo en su humilde casa e intentar buscar a algún familiar.

## Reparto
- Víctor Prada
- Adrián Du Bois
- Miguel Iza
- Ana Cecilia Natteri
- Manuel Gold
- Mario Velásquez
- Carlos Gassols

## Recepción de la crítica
En el sitio web Screen Daily, Mark Adams le dedica al filme un balance es positivo: De ritmo lento, pero con una delicada puesta en escena, el apacible drama generacional de Adrián Saba “The Cleaner”, con el trasfondo de una Lima que se encuentra en las garras de una epidemia que está matando a la gente a un ritmo constante- es un excéntrico filme de ‘fantasía’, lleno de imágenes memorables, pero carente de escenas dinámicas, de acción.
El director Adrián Saba evita utilizar cualquier embellecimiento llamativo, en cambio mantiene la cámara estática y permite que los pequeños momentos de drama se desarrollen. Víctor Prada compone apropiadamente un lúgubre rol principal, pero la forma en que su tono y formas cambian, mientras pasa cada vez más tiempo con el niño, es tranquilamente atractiva.
Mientras que en los sitios web peruanos resaltan el trabajo tanto del protagonista como el director,  El cine del director peruano es un cine de austeridad, que cuenta una historia pequeña, donde los momentos felices no se presentan, se deben encontrar. La ópera prima de Adrián Saba consigue profundidad en su planteo, con imágenes efectivas, conmovedoras y llenas de emoción.

## Premios y nominaciones
| Año  | Trabajo nominado | Premio                                   | Categoría                      | Resultado |
| ---- | ---------------- | ---------------------------------------- | ------------------------------ | --------- |
| 2013 | El limpiador     | Festival de Cine Peruano de París        | Mejor película                 | Ganador   |
| 2013 | El limpiador     | Festival Internacional de Palm Springs   | New Voices/New Visions         | Ganador   |
| 2013 | El limpiador     | Festival Internacional de Transilvanya   | FIPRESCI premio por la crítica | Ganador   |
| 2014 | Victor Prada     | Premios Platino                          | Mejor Interpretación Masculina | Nominado  |
| 2014 | Karin Zielinski  | Premios Platino                          | Mejor Música Original          | Nominado  |
| 2013 | Karin Zielinski  | Festival Internacional de Punta del Este | Mejor Música Original          | Ganador   |
| 2013 | El limpiador     | Festival Lakino                          | Mejor Fotografía               | Ganador   |